# Baia di Chetumal
La baia di Chetumal è un'ampia baia del mar dei Caraibi situata fra il nord del Belize e l'estremo orientale del Messico, a sud della penisola dello Yucatán. Il confine fra i due stati è situato nel mezzo della baia.
La baia prende il nome dalla città messicana di Chetumal, principale città e capoluogo dello stato di Quintana Roo situata al confine fra Messico e Belize in corrispondenza dell'estuario del Río Hondo il cui corso delimita per un lungo tratto il confine. All'interno della baia le acque sono poco profonde, nel mezzo della baia si trova l'isola di Tamalcab (appartenente al Messico), l'imboccatura meridionale della baia è delimitata dall'isola di Ambergris Caye appartenente al Belize.

## Fauna
Nella baia di Chetumal vivono numerosi esemplari di lamantini, dei mammiferi marini in pericolo di estinzione e considerati il simbolo dell'area.

## Doline marine
I fondali della baia di Chetumal ospitano diverse doline marine, tra cui spicca il Taam Ja', la più profonda formazione carsica di questo tipo conosciuta, scoperta nel 2003 ma esplorata per la prima volta solo nel 2021, il cui fondo non è mai stato raggiunto e la cui profondità è ritenuta essere maggiore ai 420 metri.